# Хвостов, Михаил Михайлович (историк)
Михаил Михайлович Хвостов (14 [26] октября 1872, Керчь, Таврическая губерния — 25 февраля 1920, Томск) — русский историк античности. Профессор Казанского и Томского университетов, и ранее — приват-доцент Московского.

## Биография
В 1891 окончил керченскую Александровскую гимназию с золотой медалью и поступил на историко-филологический факультет Московского университета. Его учителями были В. А. Шеффер, В. И. Герье, П. Г. Виноградов, В. О. Ключевский, П. Н. Милюков.
В 1895—1900 — приват-доцент историко-филологического факультета Московского университета.
В 1900 приглашён в Казанский университет: в 1900—1907 — приват-доцент, с 1907 — экстраординарный профессор, с 1914 — ординарный профессор. Ученики: Н. П. Грацианский, И. В. Миротворцев, В. Ф. Смолин.
В 1916 году был избран директором Высших женских курсов в Казани.
Экстренное общее собрание возглавляемого им Общества археологии, истории и этнографии при Казанском университете 8 августа 1917 году избрало его делегатом на Государственное совещание в Москве. Был членом кадетской партии.
С октября 1918 прикомандирован к Томскому университету, в декабре избран профессором по кафедре всеобщей истории. В историографии античной истории известен как крупный учёный.
Умер от тифа в Томске. Могила не сохранилась.
Брат Вениамин Михайлович Хвостов — профессор римского права.
Сын Владимир Михайлович Хвостов — советский историк.

## Сочинения
Изучал историю античности, прежде всего экономическую историю эллинистического Египта; историю нового времени.
Источник — электронные каталоги РНБ
- Хвостов М. М. Александръ Владимірович Завадскій: Некрологъ. — Казань: Центр. тип., 1916. — 8 с.
- Хвостов М. М. Александръ Владимірович Завадскій: Некрологъ // Рус. ведомости. — 1915. — № 35.
- Хвостов М. М. Египет (древний). Исторический очерк // Энциклопедический словарь Гранат. — Т. 19. — М.: Изд. тов. А. Гранат и К°, 1913. — С. 540—581.
- Хвостов М. М. Изслѣдованія по исторіи обмѣна въ эпоху эллинистическихъ монархій и Римской Имперіи. I. Исторія восточной торговли греко-римскаго Египта. (332 до Р. Х. – 284 г. по Р. Х.). — Казань: Типо-лит. Имп. ун-та, 1907. — 510 с.
- Хвостов М. М. История Греции: Конспект лекций проф. М. М. Хвостова, чит. в Казанском ун-те и на Казанских высших женских курсах в 1907–8 уч. году. — Казань: Типо-лит. И. В. Ермолаевой, 1908. — 407 с.
- Хвостов М. М. История Греции: Лекции, чит. в Казанском ун-те и на Казанских высших женских курсах. – 2-е изд., доп / Под ред. Г. Пригоровского. — М.: Гос. изд., 1924. — 262 с.
- Хвостов М. М. Исторія Греціи: Лекціи, чит. въ Казанском ун-тѣ и на Казанск. высш. женск. курсахъ. – 2-е изд., доп. — Казань: Маркеловъ и Шароновъ, 1915. — 336 с.
- Хвостов М. М. История древнего Востока. – 2-е изд / Под ред. Г. Пригоровского. — М.—Л.: Гос. изд., 1927. — 275 с. — (Учебники и учеб. пособия для ВУЗов).
- Хвостов М. М. Исторія Древняго Востока: Конспектъ лекцій, чит. въ Казанск. ун-тѣ и на Казанск. высш. женск. Курсахъ въ 1908/9 уч. г. — Казань: Типо-лит. Имп. ун-та, 1909. — 335 с.
- Хвостов М. М. Исторія рабочаго движенія въ Западной Европѣ въ новое время: I. Рабочее движеніе въ Англіи: Три лекціи проф. М. М. Хвостова. — [Казань]: Благо народа, 1917. — 16 с. — (Попул.-науч. биб-ка препод. Казанск. ун-та, №2).
- Хвостов М. М. История Рима: Конспективное изложение лекций пр.-доц. М. М. Хвостова, чит. в 1906/7 акад. году. — Казань: Лито-тип. И. Н. Харитонова, 1907. — 299 с.
- Хвостов М. М. История Римской империи: Конспект лекций, чит. в Казанском ун-те и на Казанских высших женских курсах в 1909 году. — Казань: Типо-лит. ун-та, 1911. — 32 с.
- Хвостов М. М. История Римской республики: Конспект лекций, чит. в Казанском ун-те и на Казанских высших женских курсах. — Казань: Типо-лит. ун-та, 1911. — 96 с.
- Хвостов М. М. Краткій отчетъ о заграничной командировкѣ въ теченіе лѣтняго каникулярнаго времени 1901 года прив.-доц. М. М. Хвостова. — Казань: Типо-лит. Имп. ун-та, 1902. — 16 с.
- Хвостов М. М. Краткій отчетъ о заграничной командировкѣ въ теченіе лѣтняго каникулярнаго времени 1901 года прив.-доц. М. М. Хвостова // Учен. записки Имп. Казанск. ун-та. — 1902. — № 3. — С. 43–56.
- Хвостов М. М. Лекціи по методологіи и философіи исторіи, чит. въ Казанск. ун-тѣ и на Казанск. высш. женск. курсахъ въ осеннемъ семестрѣ 1912/13 акад. года. — Казань: Электрич. тип. Л. П. Антонова, 1913. — 99 с.
- Хвостов М. М. Международный историческій конгрессъ въ Берлинѣ 6–12 августа 1908 года. — Казань: Типо-лит. Имп. ун-та, 1909. — 24 с.
- Хвостов М. М. О соціальномъ характерѣ воинской тираніи VI вѣка. — Казань: Тип. Харитонова, 1913. — 7 с.
- Хвостов М. М. Обзоръ публикацій греческихъ папирусовъ: Из отчета о заграничной командировкѣ с апрѣля 1902 г. по 1 сент. 1903 г. // Учен. записки Имп. Казанск. ун-та. — 1904. — № 4. — С. 145–158.
- Хвостов М. М. Общественные работы в эллинистическом Египте: К вопросу о генезисе античного капитализма. — Харьков: Печатное дело, 1914. — 17 с.
- Хвостов М. М. Очерки организаціи промышленности и торговли въ греко-римскомъ Египтѣ: I. Текстильная промышленность въ греко-римскомъ Египтѣ. — Казань: Типо-лит. Имп. ун-та, 1914. — 264 с.
- Хвостов М. М. Постановка студенческихъ занятій въ Оксфордскомъ университетѣ: Из отчета о заграничной командировкѣ с апрѣля 1902 г. по 1 сент. 1903 г. // Учен. записки Имп. Казанск. ун-та. — 1904. — № 5/6. — С. 163–172.
- Хвостов М. М. Развитіе формъ промышленности въ древнемъ мірѣ // Учен. записки Имп. Казанск. ун-та. — 1915. — № 1. — С. 1–12.
- Хвостов М. М. Хозяйственный переворотъ въ древней Спартѣ // Учен. записки Имп. Казанск. ун-та. — 1901, ноябрь.